# Krasec třešňový
Krasec třešňový (Anthaxia candens Panzer, 1787) je nápadný, pestře zbarvený brouk rodu Anthaxia s výrazným pohlavním dimorfismem.

## Synonyma

### Vědecká synonyma
- Anthaxia candens antoniocobosi Sautière, 2009
- Anthaxia candens cechoslovenica Obenberger, 1934
- Anthaxia candens cobosi Sautière, 2008 nec Descarpentriès & Mateu, 1965
- Anthaxia candens marchii Obenberger, 1925
- Anthaxia candens signata Gehrig, 1965
- Anthaxia cechoslovenica Obenberger, 1934
- Anthaxia marchii Obenberger, 1925
- Anthaxia signata Gehrig, 1965
- Buprestis fulminans Schrank, 1789
- Buprestis fulminatrix Herbst, 1801

### Další názvy
- květokras třešňový
- květokras zářivý[1]

## Popis
Jedná se o krasce, jehož zbarvení patří k těm nejkrásnějším mezi brouky v české přírodě. Velikost těla krasce je cca 7-12 mm.
Bílý ve svém klíči uvádí vzhled Anthaxie candens takto: Krovky jsou červené s černou sedlovitou skvrnou na švu; v přední části této skvrny je modrozelené trojúhelníkovité pole zabírající pouze plochu okolo štítku; struktura štítu je tvořena u jeho bočních okrajů oválnými očky s velkými centrálními zrny; uprostřed štítu přechází tato struktura v síť příšných jemných vrásek dozadu prohnutých; mezi těmito vráskami jsou jemné tečky; hlava a boční okraje štítu jsou modré, střed štítu a trojúhelníkovité pole u štítku jsou zelenomodré, sedlovitá skvrna na červených krovkách a dvě skvrny na štítu jsou černé.

## Výskyt
Lze jej nalézt na místech v rozmezí od východního Španělska přes Francii, Itálii, Švýcarsko a střední Evropu směrem na Ukrajinu a Balkán, mimo Řecka.
V České republice jej v posledních letech znatelně ubývá zejména v Čechách, častý je v teplejších oblastech střední a jižní Moravy. V Čechách se hojněji vyskytuje v okolí Prahy, na Pardubicku, Královéhradecku, v jižních Čechách např. v Křemžské kotlině, v okolí přehrady v Husinci a na Netolicku.

## Biologie

### Larva
Larvy se nejčastěji vyvíjejí v kůře višní (Prunus cerasus) a třešní (Prunus avium), entomology je nezřídka také udáván vývoj larvy v trnce (Prunus spinosa) či mahalebce (Prunus mahaleb) a méně často v kůře dalších ovocných dřevin. Biotopem Antaxie candens jsou staré, neobhospodařované třešňové sady, aleje i solitérní kmeny. Preferuje osluněné části stromů. Kuklení larev probíhá v srpnu a imaga přezimují v kukelních kolébkách, které opouštějí na konci dubna a počátkem května. Aktivují na květech třešní a hlohů. Doba vývoje larvy bývá nejčastěji dva roky.

### Dospělci
S dospělci Anthaxie candens se setkáme zpravidla od května do června. Nejčastěji v biotopech stepního charakteru s dostatečně starými stromy. Často je spatříme na živných rostlinách, které také využívají pro kladení vajíček. Mezi častou živnou rostlinu patří staré solitérní třešně (Prunus avium), které jsou převážnou část dne dobře osluněné, lze je nalézt také v třešňových sadech. Mezi další živné rostliny stejně jako u larev patří například třešeň višeň (Prunus cerasus), višeň turecká (Prunus mahaleb) a meruňka obecná (Prunus armeniaca). Dospělci kladou vajíčka pod kůru kmenů nebo silnějších větví, larvální vývoj zde pak trvá zhruba 2 roky. Jelikož se larvy kuklí ke konci léta a následně se líhnou v dospělého jedince, který zimuje pod kůrou stromu, lze najít dospělce i během zimy.

## Rozpoznání přítomnosti
Oválné výletové otvory v kmenech a větvích starých třešní. Výletový otvor je oválný 3,8 - 5,2 mm široký, 2,4 - 3,3 mm vysoký, v průměru 4,4 x 2,7 mm. Od ostatních druhů r. Anthaxia se liší tím, že je trochu větší, společně se vyskytuje na růžokvětých s krascem lesknavým - A. nitidula, u něj je výletový otvor 3,2 - 3,8 mm široký a 1,9 - 2,6 mm vysoký, v průměru 3,5 x 2,25 mm. Výletové otvory jsou z jižní osluněné strany.

## Ochrana
Snahy o ochranu krasce Anthaxia candens počínají jeho zařazením do Červeného seznamu ohrožených druhů České republiky – bezobratlých, kde je veden v kategorii „zranitelný – vulnerable (VU)“

## Fotogalerie

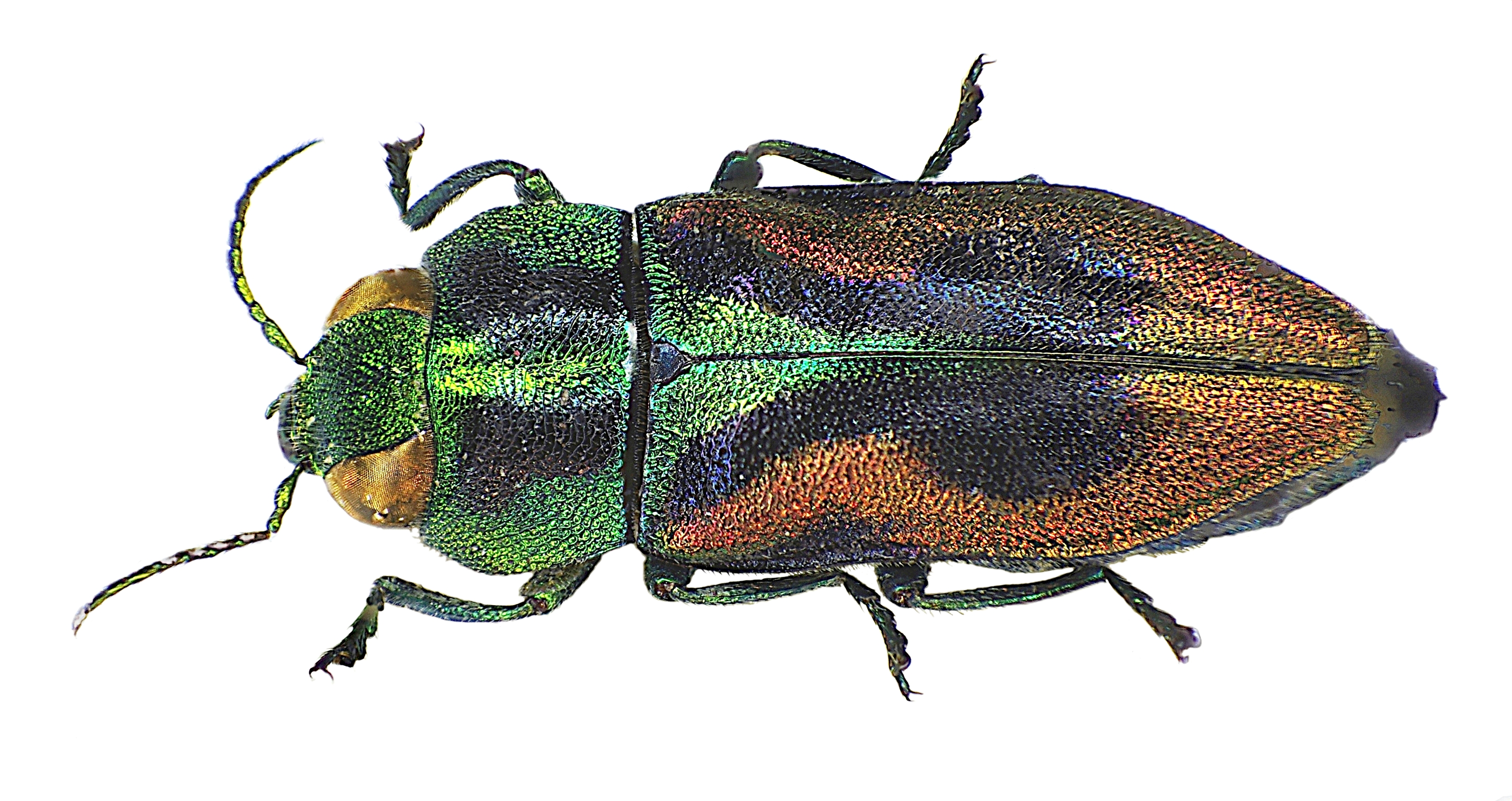
Anthaxia candens z vrchu
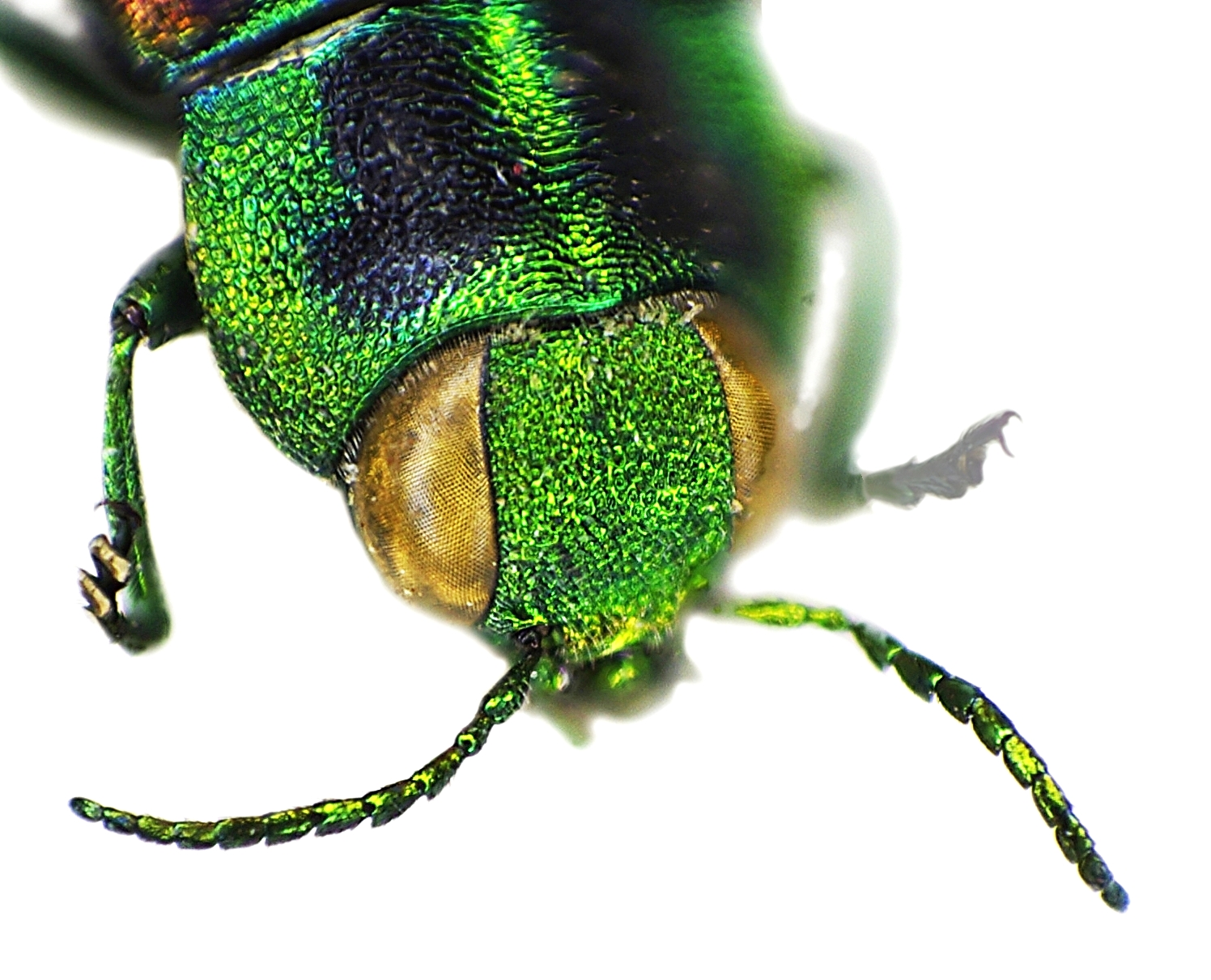
Anthaxia candens zepředu
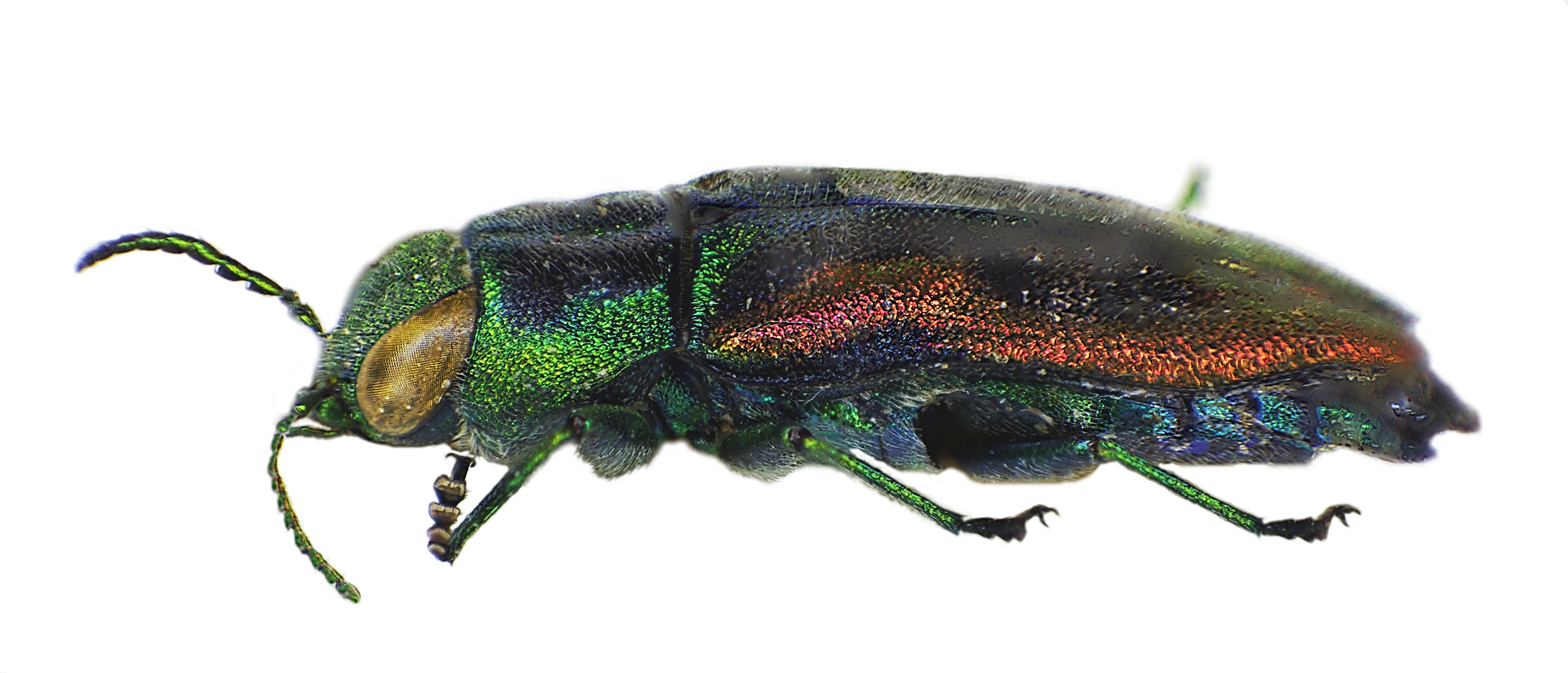
Anthaxia candens z boku
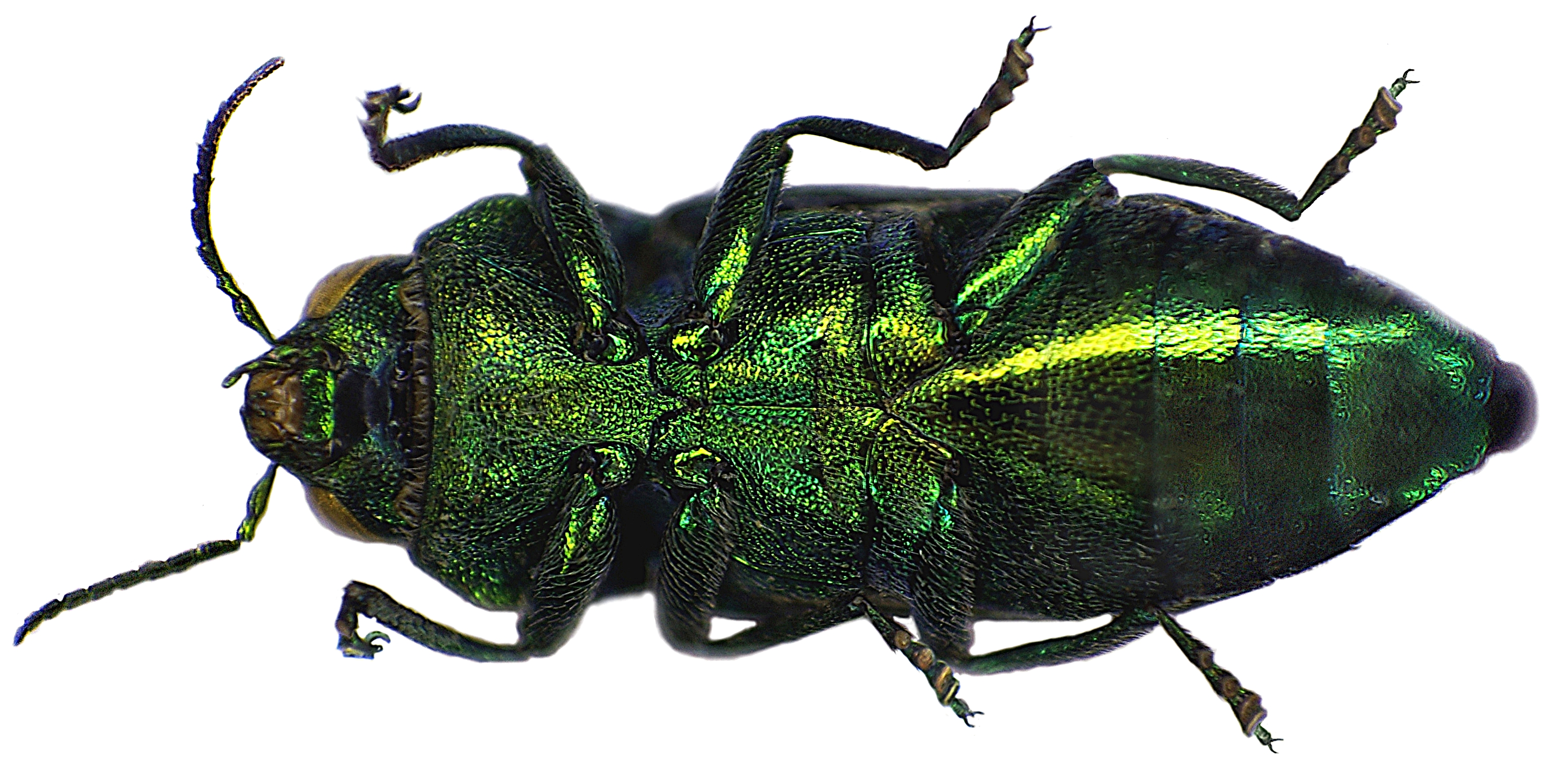
Anthaxia candens zespoda